# Fintas
En la mitología griega, Fintas era un rey de Mesenia, que algunos autores consideran ya un personaje histórico del siglo VIII a. C. Era hijo de Sibotas, al que sucedió en el trono.
En su reinado los mesenios entraron en conflicto con los lacedemonios a raíz de unos sucesos que ocurrieron en el santuario dedicado a Artemisa en el lago que separaba los dos reinos. Según los mesenios, el rey espartano Téleclo quería apropiarse del reino de Mesenia y planeó la muerte de los principales cabecillas de la ciudad. Para ello ordenó que algunos soldados muy jóvenes se disfrazaran de mujeres y les asesinaran cuando participaran en un festival en honor de la diosa, pero los mesenios lograron defenderse. La versión espartana les exculpa y argumenta que los mesenios ultrajaron a unas muchachas lacedemonias que fueron a la fiesta, provocando la respuesta de su rey. Independientemente de la verdadera causa, el incidente acabó con la muerte del rey Téleclo en el santuario de Artemisa (783 a. C.)[cita requerida], dando lugar al episodio que una generación después degeneraría en la primera guerra mesenia, que acabó con la subyugación de la ciudad a los espartanos.
Se recuerda también a Fintas por haber enviado por primera vez ofrendas y un coro de hombres para agasajar al dios Apolo en su santuario de Delos. Fue sucedido por sus hijos Antíoco y Androcles, que compartieron el trono hasta la muerte de este último.
| Predecesor: Sibotas | Reyes de Mesenia | Sucesor: Antíoco y Androcles |